# Yoshimi Ueda
Yoshimi Ueda (植田 義巳, Ueda Yoshimi, né le 28 juin 1906 à Tokyo, Japon – décédé le 9 novembre 1996 à Tokyo) était un joueur et dirigeant de basket-ball japonais. En tant que joueur, il évolue au Tokyo Shoka University de 1928 à 1934, remportant deux titres de champions du Japon. Il devient membre du Comité olympique japonais en 1959, puis membre du comité central de la FIBA de 1959 à 1989. Ueda est également l'un des membres et fondateurs du comité central de la Confédération asiatique de basket-ball (aujourd'hui FIBA Asie) de 1960 à 1989. Il est intronisé pour sa contribution au basket-ball au FIBA Hall of Fame à titre posthume en 2007.